# Новокиреметское сельское поселение
Новокиреметское се́льское поселе́ние — муниципальное образование в Аксубаевском районе Татарстана Российской Федерации.
Административный центр — село Новая Киреметь.

## История
Статус и границы сельского поселения установлены Законом Республики Татарстан от 31 января 2005 года № 24-ЗРТ «Об установлении границ территорий и статусе муниципального образования "Аксубаевский муниципальный район" и муниципальных образований в его составе»

## Население
| 2010  | 2011  | 2012  | 2013  | 2014  | 2015  | 2016  |
| ----- | ----- | ----- | ----- | ----- | ----- | ----- |
| 1212  | ↘1207 | ↘1162 | ↘1155 | ↘1125 | ↘1104 | ↘1074 |
| 2017  | 2018  | 2019  | 2020  |       |       |       |
| ↘1063 | ↘1034 | ↘1013 | ↘997  |       |       |       |

## Состав сельского поселения
| № | Населённый пункт | Тип населённого пункта       | Население |
| - | ---------------- | ---------------------------- | --------- |
| 1 | Индустриальный   | посёлок                      |           |
| 2 | Новая Киреметь   | село, административный центр |           |
| 3 | Новое Демкино    | село                         |           |
| 4 | Русская Киреметь | село                         |           |